# سنديوسيراس
السنديوسيراس (الاسم العلمي: Syndyoceras)، جنس صغير منقرض من رتبة الحافريات مزدوجات الأصابع، ينتمي إلى فصيلة القرنيات الأولية، وكان مستوطنًا في وسط أمريكا الشمالية خلال فترة الميوسيني (منذ 23.1 إلى 18.5 مليون سنة)، وعاش لمدة 4.6 مليون سنة.